# Фліге Ірина Анатоліївна
Іри́на Анато́ліївна Флі́ге (рос. Ирина Анатольевна Флиге, уроджена Федорова, у 1981—1999 роках — Рєзнікова, нар. 25 січня 1960 року, Ленінград) — російська правозахисниця, дослідниця історії державного терору, директорка НІЦ «Меморіал» у Санкт-Петербурзі (з 2002 року).

## Життєпис
Народилася 25 січня 1960 року в Ленінграді. Закінчивши школу, 1977 року вступила на математико-механічний факультет Ленінградського державного університету, проте за рік залишила його, вступивши до Ленінградського кораблебудівного інституту, однак там не навчалася. Була учасницею молодіжної марксистської групи «Ліва опозиція» (1976—1979), тоді й познайомилася з Веніаміном Іофе.
Вийшла заміж 1978 року за дисидента Андрія Рєзнікова. Вступила 1981-го на факультет географії й геоекології ЛДУ, який закінчила 1988-го (мусила двічі брати академвідпустки: як багатодітна мати зазнала труднощів з розподілом на роботу після здобуття вищої освіти). На той час мала п'ятьох дітей. У 1980-х репресовано декого з її близьких і знайомих (чоловік, подруга Ірина Цуркова і її чоловік Аркадій Цурков, Валерій Ронкін, Сергій Хахаєв, Олександр Скобов).
Від середини 1980-х Ірина Фліге й Веніамін Іофе намагалися віднайти місця розстрілів соловецьких в'язнів 1937—1938 років. Ірина 1988 року вступила до правозахисної організації «Меморіал» (тоді ще незареєстрованої), а з 1991-го працювала в ній. Обрана до правління Санкт-Петербурзького «Меморіалу» (1998), а з 2002-го — директорка НІЦ «Меморіал» у Санкт-Петербурзі.
Ініціювала втілення в життя ідеї встановити пам'ятник жертвам політичних репресій «Соловецький камінь» на Троїцькій площі в Санкт-Петербурзі. Розшукувала й досліджувала місця розстрілів під Санкт-Петербургом (урочище Койранкангас) і Медвеж'єгорськом у Карелії (1989—1992). Під час спільної експедиції з Веніаміном Іофе (Санкт-Петербург) і Юрієм Дмитрієвим (Петрозаводськ) дослідники віднайшли місце масових розстрілів людей — урочище Сандармох у Медвеж'єгорському районі (1997), де 27.10. — 4.11.1937 розстріляно 1111 в'язнів найбільшого в період Великого терору етапу Соловецької тюрми особливого призначення, серед них були сотні українців, зокрема й багато відомих митців з покоління «розстріляного відродження».
У 2008-му Український інститут національної пам'яті відзначив директорку НІЦ «Меморіал» І. Фліге подякою за плідну співпрацю в організації та забезпеченні участі делегацій громадськості у традиційних міжнародних днях пам'яті на меморіалі «Сандармох» (Карелія) і на Соловецьких островах. У 2012-му активісти НІЦ «Меморіал» надали допомогу представникам українського «Соловецького братства» в установленні на Соловках пам'ятного знака українцям — жертвам репресій тоталітарного режиму.
З 1990-х І. Фліге бере участь у проведенні меморіальних заходів, зокрема днів пам'яті жертв політичних репресій, виступає на семінарах і конференціях з цих питань. Під керівництвом Ірини Фліге НІЦ «Меморіал» зробив вагомий внесок у проєкти «Віртуальний музей Гулагу», «Некрополь терору», створив архів, що містить у собі листи, щоденники, протоколи, світлини, звукові файли тощо. За останню роботу центр 2012 року відзначено міжнародною премією Freedom of Expression («Свобода вираження»).
Авторка публікацій про ГУЛАГ і державний терор, 2019 року видала книжку «Сандормох. Драматургия смыслов» — одну з найважливіших праць з історії цього місця пам'яті.

## Нагороди
- Офіцерський хрест ордена «За заслуги перед Польщею» (17 грудня 2009, Польща)[6]